# Людмила (имя)
Людми́ла (рус. людям мила) — женское имя славянского происхождения.
Имя Людмила появилось в России в эпоху романтизма благодаря литературным произведениям (см. ниже ), но максимума своей популярности оно достигло в середине XX века. По данным 1988 года имя Людмила стабильно входит в число наиболее употребительных в России женских имён. Пик его использования приходится на сталинский период (1938—1953 года) — 84/79[прояснить] на каждую тысячу называемых женщин (опережает Нину, Тамару, Татьяну и уступает в популярности лишь Валентине и Галине).
В личных и семейных кругах, а также среди друзей, обладательницы этого имени часто называются коротким вариантом — Люда.

## Именины
- Православные (даты именин даны по григорианскому календарю)[2]: 28 сентября, 29 сентября
- Католические: 16 сентября

Святые
- Людмила (Петрова) (1879—1937), мученица, память 28 сентября[3]
- Людмила Чешская, княгиня, мученица, память 29 сентября

Народные приметы
На Людмилин день (29 сентября) гуси в отлёт летят — зимушку на хвосте тащат

## В искусстве
В литературе это имя использовал Василий Жуковский, назвав свой перевод баллады Готфрида Бюргера «Ленора» «Людмилой» (1808). Также это имя носит героиня сказочной поэмы А. С. Пушкина «Руслан и Людмила».

Ах, как мила моя княжна!

Мне нрав её всего дороже:

Она чувствительна, скромна,

Любви супружеской верна,

Немножко ветрена… так что же?

Ещё милее тем она.

Всечасно прелестию новой

Умеет нас она пленить;

Скажите: можно ли сравнить

Её с Дельфирою суровой?

Одной — судьба послала дар

Обворожать сердца и взоры;

Её улыбка, разговоры

Во мне любви рождают жар.

А та — под юбкою гусар…